# Borris (County Carlow)
Borris (irisch An Bhuiríos) ist ein Ort im County Carlow in Irland. Bei der Volkszählung 2022 hatte Borris 702 Einwohner. Borris besteht nahezu vollständig aus dem gleichnamigen Townland.

## Lage
Westlich von Borris ist in 1,5 km Entfernung das Tal des Flusses Barrow. Östlich liegen der 795 m hohe Mount Leinster und südlich davon der 735 m hohe Gipfel der Blackstairs Mountains. Nördlich des Ortes kreuzen sich die Regionalstraßen R702 (von Osten nach Westen) und R705 (von Norden nach Süden).

## Geschichte
Die MacMurrough Kavanaghs, im Mittelalter Könige von Leinster, haben ihren Stammsitz im Borris House am nördlichen Ende von Borris. Das Gebäude wurde 1731 im Tudorstil errichtet und später nach Beschädigungen restauriert.
Im 19. Jahrhundert wurde auf Initiative der Kavanaghs ein Sägewerk gebaut. Sie setzten sich auch für den Bau einer Bahnlinie (mit einem sehenswerten Viadukt) ein. Lady Harriet Kavanagh gründete 1857 eine erfolgreiche Industrie zur Herstellung von Spitzentextilien.

## Verkehrsanbindung
Im Dezember 1858 bekam Borris durch die Linie von Muine Bheag nach Wexford einen Bahnanschluss. Der Personenverkehr wurde im Februar 1931 eingestellt und die Strecke im April 1963 endgültig stillgelegt.

## Sehenswürdigkeiten

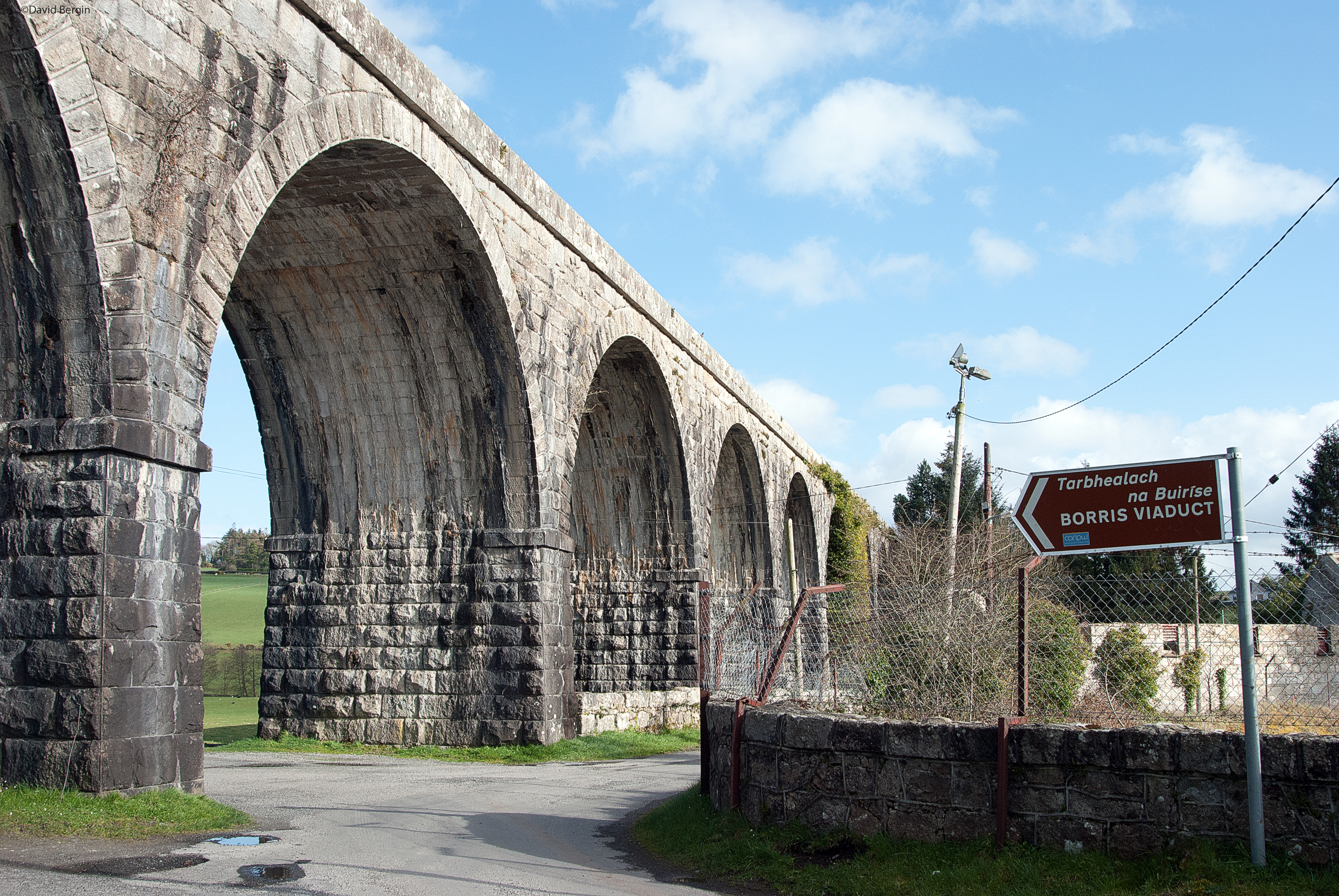
Viadukt in Borris

- Borris House von 1731, Sitz der  MacMurrough Kavanaghs
- Bahnviadukt mit 16 Bögen aus der Mitte des 19. Jahrhunderts
- Die Sacred-Heart-Kirche von 1820
- Die Portal Tombs von Ballynasilloge, Ballygraney und Kilgraney befinden sich nördlich von Borris